# Panteó de la família Gordi
El Panteó de la família Gordi és una obra neoclàssica de Santa Coloma de Gramenet (Barcelonès) protegida com a Bé Cultural d'Interès Local.

## Descripció
Es tracta d'un panteó de forma poligonal de petites dimensions i coberta en forma de cúpula de teula vidriada de color blau fosc. La façana és d'estil neoclàssic. Presenta dues columnes dòriques adossades que emmarquen la porta d'accés i sustenten un frontó. La porta és una reixa de ferro forjat decorada amb creus gregues. A l'interior, hi trobem un altar de pedra amb el monograma de Crist emmarcat per dues columnes corínties. A cada costat hi ha tres pisos de nínxols.

## Història
El panteó de la família Gordi fou construït aproximadament a inicis del segle XX per l'escultor J. Martínez. Originàriament era al cementiri vell (1861-1976) que fou enderrocat el 2003. De l'antic cementiri es conserven quatre elements: dos dels quals, Panteó de la família Segarra i panteó de la família Segarra Canyet són a l'emplaçament original dins de l'àmbit jardins Ernest Lluch. Els altres la porta del cementiri vell i el panteó de la família Gordi van ser traslladats al nou cementiri de Santa Coloma.